# Garry Schyman
Garry Schyman (ur. w 1954) – amerykański kompozytor muzyki filmowej, wykorzystywanej w produkcjach telewizyjnych i grach komputerowych.

## Dyskografia

### Telewizja
- Magnum, P.I. (1980)
- Ojciec Murphy (1981)
- Największy amerykański bohater (1981)
- Tales of the Gold Monkey (1982)
- This Is the Life (1983)
- Drużyna A (1983)
- Yeshua (1984)
- Córeczki milionera (1987)
- The Great Gondoli  (1987)
- Buck James (1987)
- Assassin (1989)
- The First Valentine (1989)
- Waiting for the Wind (1990)
- Treasure of Lost Creek (1992)
- Zemsta frajerów – następne pokolenie (1992)
- Trade Winds (1993)
- Day of Reckoning (1994)
- Zemsta frajerów – zakochane świry (1994)
- Morderczy strach (1994)
- Land's End (1995)
- Rój - Kolejny Atak (1995)
- Zarażony (1996)
- Kres (1996)
- Tornado! (1996)
- Krzyk w nocy (1997)
- The Napoleon Murder Mystery (2000)
- Ringling Bros. Revealed: The Greatest Show on Earth (2003)

### Film
- Never Too Young to Die (1986)
- Zakład karny III (1987)
- The Magic Boy's Easter (1989)
- Lista zabójstw (1989)
- Horseplayer (1990)
- The Last Hour (1991)
- Sąd ostateczny (1992)
- Zagubieni w Afryce (1994)
- Upiorny dom (2000)
- Race for the Poles (2000)
- Brush with Danger (2014)
- Itsy Bitsy (2019)

### Gry komputerowe
- Voyeur (1993)
- Off-World Interceptor (1994)
- Voyeur II (1996)
- Destroy All Humans! (2005)
- Full Spectrum Warrior: Ten Hammers (2006)
- Destroy All Humans! 2 (2006)
- BioShock (2007)
- Destroy All Humans! Path of the Furon (2008)
- Resistance: Retribution (2009)
- Dante’s Inferno (2010)
- BioShock 2 (2010)
- Front Mission Evolved (2010)
- BioShock Infinite (2013)
- BioShock Infinite: Burial at Sea (2014)
- Śródziemie: Cień Mordoru (2014)
- Śródziemie: Cień wojny (2017)
- Torn (2018)
- Guild Wars 2 (2019)
- Metamorphosis (2020, wraz z Mikołajem Stroińskim)
- Dota 2 (2022)
- Forspoken (2023)

## Nagrody
| Rok  | Nagroda                                | Kategoria                                                                            | Przyznana za                       | Rezultat  |
| ---- | -------------------------------------- | ------------------------------------------------------------------------------------ | ---------------------------------- | --------- |
| 1993 | Cybermania Award                       | Najlepsza muzyka                                                                     | Voyeur                             | Wygrana   |
| 2006 | Game Audio Network Guild               | Najlepszy utwór instrumentalny                                                       | Destroy All Humans! ("Main Theme") | Nominacja |
| 2006 | Game Audio Network Guild               | Muzyka roku                                                                          | Destroy All Humans!                | Nominacja |
| 2007 | Game Audio Network Guild               | Muzyka roku                                                                          | Destroy All Humans! 2              | Nominacja |
| 2007 | International Film Critics Association | Najlepsza muzyka w grze wideo lub medium interaktywnym                               | Bioshock                           | Nominacja |
| 2007 | G4 Television Awards                   | Ścieżka dźwiękowa roku                                                               | Bioshock                           | Wygrana   |
| 2007 | Spike Video Game Awards                | Najlepsza muzyka                                                                     | Bioshock                           | Wygrana   |
| 2008 | Game Audio Network Guild               | Muzyka roku                                                                          | Bioshock                           | Wygrana   |
| 2008 | Game Audio Network Guild               | Best Interactive Score                                                               | Bioshock                           | Wygrana   |
| 2008 | Game Audio Network Guild               | Najlepszy utwór instrumentalny                                                       | Bioshock ("Welcome to Rapture")    | Wygrana   |
| 2008 | Game Audio Network Guild               | Audio roku                                                                           | Bioshock                           | Wygrana   |
| 2008 | Academy of Interactive Arts & Sciences | Wybitne osiągnięcie w komponowaniu muzyki                                            | Bioshock                           | Wygrana   |
| 2008 | Academy of Interactive Arts & Sciences | Wybitne osiągnięcie w komponowaniu ścieżki dźwiękowej                                | Bioshock                           | Nominacja |
| 2008 | Hollywood Music Award                  | Najlepszy teledysk                                                                   | "Dancing 2008" ("Praan")           | Wygrana   |
| 2010 | Hollywood Music Award                  | Najlepsza muzyka – gry wideo                                                         | BioShock 2                         | Nominacja |
| 2014 | British Academy Games Awards           | Najlepsza muzyka oryginalna                                                          | BioShock Infinite                  | Wygrana   |
| 2021 | Society of Composers & Lyricists       | Najlepsza oryginalna muzyka dla mediów interaktywnych (wraz z Mikołajem Stroińskim). | Metamorphosis                      | Wygrana   |